# Кімната (фільм, 2015)
«Кімна́та» (англ. Room) — драматичний фільм спільного виробництва Канади, Ірландії, Великої Британії та США, знятий Ленні Абрагамсоном за однойменним романом ірландської письменниці Емми Доног'ю 2010 року видання. Світова прем'єра стрічки відбулась 4 вересня 2015 року на міжнародному кінофестивалі в Телларайді. На 1 березня 2024 року фільм займав 213-ту позицію у списку 250 кращих фільмів за версією IMDb.
Український переклад зробила студія Омікрон на замовлення Гуртом.

## Сюжет
У підлітковому віці Джой викрав маніяк, який зачинив її у тісній кімнаті. З того часу все її життя проходило в цих чотирьох стінах. Там же вона народила сина від маніяка, який ґвалтував її. Її п'ятирічний син Джек ніколи не залишав Кімнату, вона є для нього рідним домом та цілим Всесвітом. Знання про навколишній світ він отримував з телевізора і розповідей матері. Та одного дня Джой вдається разом із сином втекти. Тепер Джек та Джой мають адаптуватися до життя поза межами чотирьох стін.

## У ролях
- Брі Ларсон — Ма (Джой)
- Джейкоб Трембле — Джек
- Джоан Аллен — бабуся
- Шон Бріджерс — Нік
- Вільям Мейсі — дідусь

## Визнання
| Нагороди та номінації фільму «Кімната» | Нагороди та номінації фільму «Кімната»  | Нагороди та номінації фільму «Кімната»       | Нагороди та номінації фільму «Кімната» | Нагороди та номінації фільму «Кімната» | Нагороди та номінації фільму «Кімната» |
| Рік                                    | Кінопремія / Кінофестиваль              | Категорія / Нагорода                         | Номінант                               | Результат                              | Дж                                     |
| -------------------------------------- | --------------------------------------- | -------------------------------------------- | -------------------------------------- | -------------------------------------- | -------------------------------------- |
| 2015                                   | Аспенський кінофестиваль                | Приз глядацької аудиторії                    | «Кімната»                              | Перемога                               |                                        |
| 2015                                   | Кінофестиваль «Гартленд»                | Найкасовіший фільм                           | «Кімната»                              | Перемога                               |                                        |
| 2015                                   | Лондонський міжнародний кінофестиваль   | Найкращий фільм                              | «Кімната»                              | Номінація                              |                                        |
| 2015                                   | Міжнародний кінофестиваль в Торонто     | Приз глядацької аудиторії за найкращий фільм | «Кімната»                              | Перемога                               |                                        |
| 2015                                   | Ванкуверський міжнародний кінофестиваль | Найпопулярніший канадський фільм             | «Кімната»                              | Перемога                               |                                        |
| 2015                                   | Кінопремія «Готем»                      | Найкраща акторка                             | Брі Ларсон                             | Номінація                              |                                        |
| 2016                                   | Премія «Золотий глобус»                 | Найкращий фільм — драма                      | «Кімната»                              | Номінація                              | [ 6 ]                                  |
| 2016                                   | Премія «Золотий глобус»                 | Найкраща акторка у драмі                     | Брі Ларсон                             | Перемога                               | [ 6 ]                                  |
| 2016                                   | Премія «Золотий глобус»                 | Найкращий сценарій                           | Емма Доног'ю                           | Номінація                              | [ 6 ]                                  |
| 2016                                   | Премія БАФТА                            | Найкраща жіноча роль                         | Брі Ларсон                             | Перемога                               | [ 7 ] [ 8 ]                            |
| 2016                                   | Премія БАФТА                            | Найкращий адаптований сценарій               | Емма Доног'ю                           | Номінація                              | [ 7 ] [ 8 ]                            |
| 2016                                   | Премія «Оскар»                          | Найкращий фільм                              | «Кімната»                              | Номінація                              | [ 9 ] [ 10 ]                           |
| 2016                                   | Премія «Оскар»                          | Найкращий режисер                            | Ленні Абрагамсон                       | Номінація                              | [ 9 ] [ 10 ]                           |
| 2016                                   | Премія «Оскар»                          | Найкраща акторка                             | Брі Ларсон                             | Перемога                               | [ 9 ] [ 10 ]                           |
| 2016                                   | Премія «Оскар»                          | Найкращий адаптований сценарій               | Емма Доног'ю                           | Номінація                              | [ 9 ] [ 10 ]                           |